# زينب السويج
زينب السويج    (مواليد 1971) ناشطة أمريكية عراقية وشريك مؤسس ومديرة تنفيذية للمؤتمر الإسلامي الأمريكي. تدافع عن المساواة  بين المرأة والرجل والحقوق المدنية والدينية والتفاهم بين الأديان.

## السيرة في العراق
ولدت السويج في البصرة جنوب العراق في عام 1971 ونشأ في بيت جدها آية الله في البصرة. في عام 1991 شاركت في الانتفاضة الشعبانية ضد صدام حسين. بعد فترة وجيزة من الانتفاضة هربت من العراق متجهة إلى الولايات المتحدة. أصبحت مواطنة أمريكية في عام 1996.

## السيرة في الولايات المتحدة
بعد وصولها إلى الولايات المتحدة درست اللغة العربية في جامعة ييل وعملت على إعادة توطين اللاجئين السودانيين في الولايات المتحدة. في أعقاب أحداث 11 سبتمبر 2001 الإرهابية شاركت في تأسيس المؤتمر الإسلامي الأمريكي الذي «يمثل هؤلاء المسلمين الأمريكيين الذين يعتزون بالحريات في الولايات المتحدة بعد أن عاشوا في ظل الأنظمة القمعية». كانت السويج مؤيدة بارزة في عام 2003 لغزو العراق من قبل حرب الولايات المتحدة. في عام 2004 تحدثت في المؤتمر الوطني للحزب الجمهوري عن إعادة صياغة دعمها للغزو الأمريكي للعراق عام 2003.
شغلت منصب المدير التنفيذي للمؤتمر الإسلامي الأمريكي لأحد عشر عاما. تحت قيادتها دربت المنظمة نشطاء شباب من الشرق الأوسط في أساليب الاحتجاج غير العنيف وتعبئة وسائل الاعلام الاجتماعية وتمكينهم من تحدي الأنظمة خلال الربيع العربي. كثيرا ما تحدثت السويج في الجامعات ومؤسسات الفكر والرأي والأحداث. شهدت أمام الكونغرس وأطلعت البيت الأبيض ووزارة الخارجية. نشرت كتاباتها في صحيفة نيويورك تايمز ووول ستريت جورنال ويو إس إيه توداي وغيرها.

## التقدير
تم تعيين السويج سفيرة السلام من قبل مجلس السلم الديني والدولي حيث حصلت على جائزة حوار حول الحرية المتنوعة وتم اختيارها شخصية العام الدولية لعام 2006 من قبل متحف الحرية الوطني.
في عام 2012 تلقت السويج جائزة رؤية الشرق والغرب للسلام المقدمة من قبل المركز الثقافي المشرقي لعملها على رأب الانقسامات السياسية والدينية بين الولايات المتحدة والشرق الأوسط وشمال أفريقيا.